# Marco Dentici
Marco Dentici (Galati Marina, 2 giugno 1947) è uno scenografo italiano.
Ha ricevuto il Nastro d'argento alla migliore scenografia nel 2009 e il David di Donatello per il miglior scenografo nel 2010 per il film Vincere.

## Carriera
Marco Dentici ha studiato all'Istituto Statale d'Arte di Messina nel 1964, e ha completato il corso di scenografia presso l'Accademia di Belle Arti di Brera di Milano nel 1968-1969. Ha lavorato nel campo del cinema, della televisione e del teatro.
Ha collaborato soprattutto con Sergio Corbucci e Marco Bellocchio. Ha curato inoltre varie scenografie di Citto Maselli, tra le quali Le ombre rosse, Civico zero, Cronache del terzo millennio, Il segreto, L'alba, Codice privato e Storia d'amore. Dentici ha anche lavorato per il regista francese Claude Chabrol nel film Giorni felici a Clichy (Jours tranquilles à Clichy) (1990) e per il regista austriaco Klaus Maria Brandauer nel film Mario e il mago (Mario und der Zauberer) (1994).
Fu candidato al Nastro d'argento alla migliore scenografia nel 2002 per il film L'ora di religione, nel 2004 per Buongiorno, notte, nel 2005 per La vita che vorrei e nel 2007 per Il regista di matrimoni.

### Cinema
- Meo Patacca, regia di Marcello Ciorciolini (1972)
- Emanuelle in America, regia di Joe D'Amato (1977)
- Emanuelle: perché violenza alle donne?, regia di Joe D'Amato (1977)
- Pari e dispari, regia di Sergio Corbucci (1978)
- Giallo napoletano, regia di Sergio Corbucci (1979)
- Poliziotto superpiù, regia di Sergio Corbucci (1980)
- Mi faccio la barca, regia di Sergio Corbucci (1980)
- Chi trova un amico, trova un tesoro, regia di Sergio Corbucci (1981)
- Bello mio, bellezza mia, regia di Sergio Corbucci (1982)
- Il conte Tacchia, regia di Sergio Corbucci (1982)
- Questo e quello, regia di Sergio Corbucci (1983)
- Colpire al cuore, regia di Gianni Amelio (1983)
- Sing Sing, regia di Sergio Corbucci (1983)
- A tu per tu, regia di Sergio Corbucci (1984)
- Sono un fenomeno paranormale, regia di Sergio Corbucci (1985)
- Storia d'amore, regia di Citto Maselli (1986)
- Un tassinaro a New York, regia di Alberto Sordi (1987)
- Rimini Rimini, regia di Sergio Corbucci (1987)
- L'attenzione, regia di Giovanni Soldati (1987)
- La sposa americana, regia di Giovanni Soldati (1988)
- Codice privato, regia di Citto Maselli (1988)
- Rimini, Rimini - Un anno dopo, regia di Sergio Corbucci (1988)
- I giorni del commissario Ambrosio, regia di Sergio Corbucci (1988)
- Giorni felici a Clichy (Jours tranquilles à Clichy), regia di Claude Chabrol (1990)
- L'alba, regia di Citto Maselli (1990)
- Il segreto, regia di Citto Maselli (1990)
- Turné, regia di Gabriele Salvatores (1990)
- Detective Extralarge, regia di Enzo G. Castellari e Alessandro Capone – serie TV, episodi: Black and White, Cannonball, Yo Yo Miami Killer, Moving Target (1991)
- Assolto per aver commesso il fatto, regia di Alberto Sordi (1992)
- I ragazzi del muretto, vari registi, seconda stagione, 14 episodi (1993)
- Mario e il mago (Mario und der Zauberer), regia di Klaus Maria Brandauer (1994)
- Jonathan degli orsi, regia di Enzo G. Castellari (1995)
- Cronache del terzo millennio, regia di Citto Maselli (1996)
- Il piccolo lord, regia di Gianfranco Albano, film TV (1996)
- Elvjs e Merilijn, regia di Armando Manni (1998)
- Giamaica, regia di Luigi Faccini (1998)
- Incontri proibiti, regia di Alberto Sordi (1998)
- La balia, regia di Marco Bellocchio (1999)
- L'ora di religione, regia di Marco Bellocchio (2002)
- Francesco, Tv, regia di Michele Soavi (2002)
- L'amore di Marja, regia di Anne Riitta Ciccone (2002)
- Il compagno americano, regia di Barbara Barni (2003)
- Buongiorno, notte, regia di Marco Bellocchio (2003)
- Marcinelle, Tv, regia di Antonio Frazzi (2003)
- La vita che vorrei, regia di Giuseppe Piccioni (2004)
- Il regista di matrimoni, regia di Marco Bellocchio (2006)
- Mafalda di Savoia, film TV (2006)
- Civico zero, regia di Citto Maselli (2007)
- Vincere, regia di Marco Bellocchio (2009)
- Le ombre rosse, regia di Citto Maselli (2009)
- Christine Cristina, regia di Stefania Sandrelli (2009)
- Linea nigra, regia di Anna Gigante (2010)
- Rigoletto a Mantova, regia di Marco Bellocchio – film TV (2010)
- È stato il figlio, regia di Daniele Ciprì (2011)
- Salvo, regia di Fabio Grassadonia ed Antonio Piazza (2012)
- La buca, regia Daniele Ciprì (2013)
- L'Accabadora, regia di Enrico Pau (2014)
- L'Attesa, regia di Piero Messina (2015)
- Abbraccialo per me, regia di Vittorio Sindoni (2015)
- Fai bei sogni, regia di Marco Bellocchio (2015)
- Sicilian Ghost Story, regia di Fabio Grassadonia e Antonio Piazza (2016)
- Anche senza di te, regia di Francesco Bonelli (2017)

### Teatro
- Il miracolo di Teofilo e I tre pellegrini, regia Giovanni Poli, Teatro di via Durini, Milano (1967)
- Finale di partita, regia Paola Gullì, Pugliatti, C.U.T Messina (1967)
- La lezione e Come cuocere un uomo (da La Cantatrice calva) di Eugène Ionesco, regia Paola Gullì, Pugliatti, C.U.T. Messina (1967-1968)
- Cavalleria rusticana di Pietro Mascagni (in collaborazione con Luciano Damiani), direttore d'orchestra e regia H. Von Karajan, Palaghiaccio di Milano (1968)
- Don Pasquale di Gaetano Donizetti (in collaborazione con Tito Varisco), regia E. Frigerio, Teatro Verdi di Trieste (1968)
- ...Finché l'ira sarà passata recital di laudi sacre alla Badiazza, regia Paola Gulli Pugliatti, C.U.T. Messina (1968)
- Il mirmillone di Menandro (in collaborazione con F. Calcagno), firma i costumi, regia di Michele Stylo, Teatro greco-romano di Tindari (1968)
- Aida e Don Carlos di Giuseppe Verdi (in collaborazione con L. Damiani), regia Luciano Damiani, Ente Lirico Arena di Verona (1969)
- Zoo Story di E. Albee, regia Giuseppe Scarcella, Teatro Struttura Messina (1970)
- I rugantini di M. Franciosa (scene e costumi), regia Enzo Cerusico, Teatro Sancarlino Roma (1971)
- Il Drago di E. Schwarz, regia Giuseppe Scarcella, Teatro Struttura Messina/Teatro greco Taormina (1972)
- La Gioconda di Amilcare Ponchielli, regia Aldo Mirabella Vassallo, Teatro Bellini di Catania (1973)
- L'ultimo nastro di Krapp e Giorni felici di Samuel Beckett (regia, scenografia e costumi), Teatro Club Messina (1973)
- I fucili di madre Carrar di Bertold Brecht (regia, scenografia e costumi), Teatro Struttura Messina (1973)
- L'amante e Un leggero malessere di H. Pinter (scene e costumi), regia Filippo Ottoni, Teatro Struttura Messina (1974)
- Liolà di Luigi Pirandello (scene e costumi), regia Massimo Mollica, compagnia Stabile di Prosa Messina (1976)
- Merli e malvizzi di B. Belfiore (scene e costumi), regia Andrea Camilleri, compagnia Stabile di Prosa Messina (1977)
- L'avaro di Molière (scene e costumi), regia Massimo Mollica, compagnia Stabile di Prosa Messina (1978)
- L'aria del continente e L'eredità dello zio canonico di Nino Martoglio (scene e costumi), regia Pino Passalacqua, compagnia Stabile di Prosa di Messina (1979)
- George Dandin di Molière, regia Bruno Cirino, Cooperativa Teatroggi Roma (1979)
- U contra di Nino Martoglio (scene e costumi), regia Andrea Camilleri, AAST Messina (1979-1980)
- I giganti della montagna di Luigi Pirandello (scene e costumi), regia Paolo Gazzara, cooperativa Teatroggi Roma - Teatro Musica di Taormina (1981)
- L'uomo, la bestia e la virtù di Luigi Pirandello (scene e costumi), regia Paolo Gazzara, Teatro in Fiera Messina (1981)
- Mastro Don Gesualdo di Giovanni Verga (scene e costumi), regia Massimo Mollica, compagnia Stabile di Prosa Messina (1983)
- Il diavolo Peter di S. Cappelli (scene e costumi), regia Paolo Gazzara, Teatro in Fiera Messina (1983)
- Io e te amore mio ci ameremo eternamente di D. Verde, regia Carlo Lizzani. Teatro Parioli Roma (1984)
- Liolà di L. Pirandello (scene e costumi), regia Paolo Gazzara, compagnia Teatro Popolare Messina (1985-1986)
- A qualcuno piace caldo riduzione teatrale di M. Moretti, regia Marco Mete, compagnia dell'Atto Roma (1988)
- Il vendicatore di F. Lanza (scene e costumi), regia Massimo Mollica, compagnia Stabile di Prosa Messina (1992)
- La scuola delle mogli di Molière (scene e costumi), regia Massimo Mollica, compagnia Stabile di Prosa Messina (1992)
- Ventitré e venti di A.R. Ciccone (scene e costumi), regia Carlo Quartucci, compagnia Palco Reale, Taormina arte Festival (1996)
- Codice privato di Francesco Maselli, regia Francesco Maselli, Ente Teatro Vittorio Emanuele, Messina (2000)
- Macbeth di William Shakespeare, regia Marco Bellocchio, Teatro India - Teatro di Roma (2000)
- Rigoletto di Giuseppe Verdi, regia Marco Bellocchio, Fondazione Arturo Toscanini, Teatro Comunale di Piacenza (2004)

## Riconoscimenti
- - Premio Ciak d'oro per il film La balia (2000)
  - Premio David di Donatello per il film Vincere (2010)
  - Premio Nastro d'argento per il film Vincere (2010)
  - Premio migliore scenografia al Bif&est di Bari per il film Fai bei sogni (2017)
  - Premio Nastro d'argento per i film Fai bei sogni e Sicilian Ghost Story (2017)
  - Premio Mario Gallo per il complesso dell'attività cinematografica (2017)

## Nomination David di Donatello
- Fai bei sogni (2017)
- Salvo (2014)
- È stato il figlio (2013)
- Vincere (2010)
- La vita che vorrei (2005)
- Che ne sarà di noi (2004)
- L'ora di religione (2003)
- La balia (2000)
- Elvijs & Marylin (1997)
- Codice privato (1988)
- Bello mio, bellezza mia (1981)

## Nomination Nastro d'argento
- Fai bei sogni e Sicilian Ghost Story (2017)
- L'Attesa (2016)
- Salvo  (2014)
- È stato il figlio e Bella addormentata (2013)
- Vincere (2010)
- Il regista di matrimoni (2007)
- La vita che vorrei (2005)
- Buongiorno, notte (2004)
- L'ora di religione (2002)